# جانلوئیجی ترووسی
جانلوئیجی ترووِسی (ایتالیایی: Gianluigi Trovesi؛ زادهٔ ۱۹۴۴) ساکسوفون‌نواز جاز، آهنگساز و مدرس موسیقی اهل ایتالیاست. او از چهره‌های برجستهٔ ایتالیا در جاز آزاد اروپایی به‌شمار می‌رود و جوایز مختلفی را از آن خود کرده‌است.